# ジラフ (企業)
株式会社ジラフ（英文社名：Jiraffe Inc.）は、東京都中野区中野の中野ブロードウェイに本社を置く、トレーディングカードやスニーカーなどのフリマアプリ「magi」の運営を行う日本の会社。

## 概要
ジラフは2014年に買取価格比較サイト運営会社として創業された。
2017年にPeing-質問箱-を買収（2021年売却）。2019年からはトレーディングカード専用フリマアプリの提供を始め、2021年には中野ブロードウェイにトレーディングカードを扱う実店舗を開設した。

## 沿革
- 2014年 東京都豊島区雑司が谷で合同会社ヒカカクを設立[3]。
- 2015年 合同会社ヒカカクを株式会社ジラフに改組[9]。
- 2021年 Peing-質問箱-をDigital monkey 株式会社に事業譲渡[10]。
- 2022年 楽天グループ株式会社と楽天ラクマにおける一部サービスの連携を開始[11]。